# 惠柳第路
惠柳第路（英語：Willowdale Avenue）是加拿大安大略省多倫多的一條道路，以北約克的惠柳第（Willowdale）社區命名，該地區最初是惠柳第（Willow Dale）郵政村。該地區的名稱由爹核·硤臣（David Gibson）提供，他是該地區最初的定居者之一。在請求建村後，村名稱時受到該地區柳樹的影響。